# Valle San Nicolao
Valle San Nicolao ist eine italienische Gemeinde mit 836 Einwohnern (Stand 31. Dezember 2023) in der Provinz Biella (BI), Region Piemont.
Di Nachbargemeinden sind Bioglio, Camandona, Cossato, Pettinengo, Piatto, Piedicavallo, Quaregna, Scopello, Strona, Trivero, Vallanzengo und Valle Mosso.

## Geographie
Das Gemeindegebiet umfasst eine Fläche von 14 km².

## Einzelnachweise

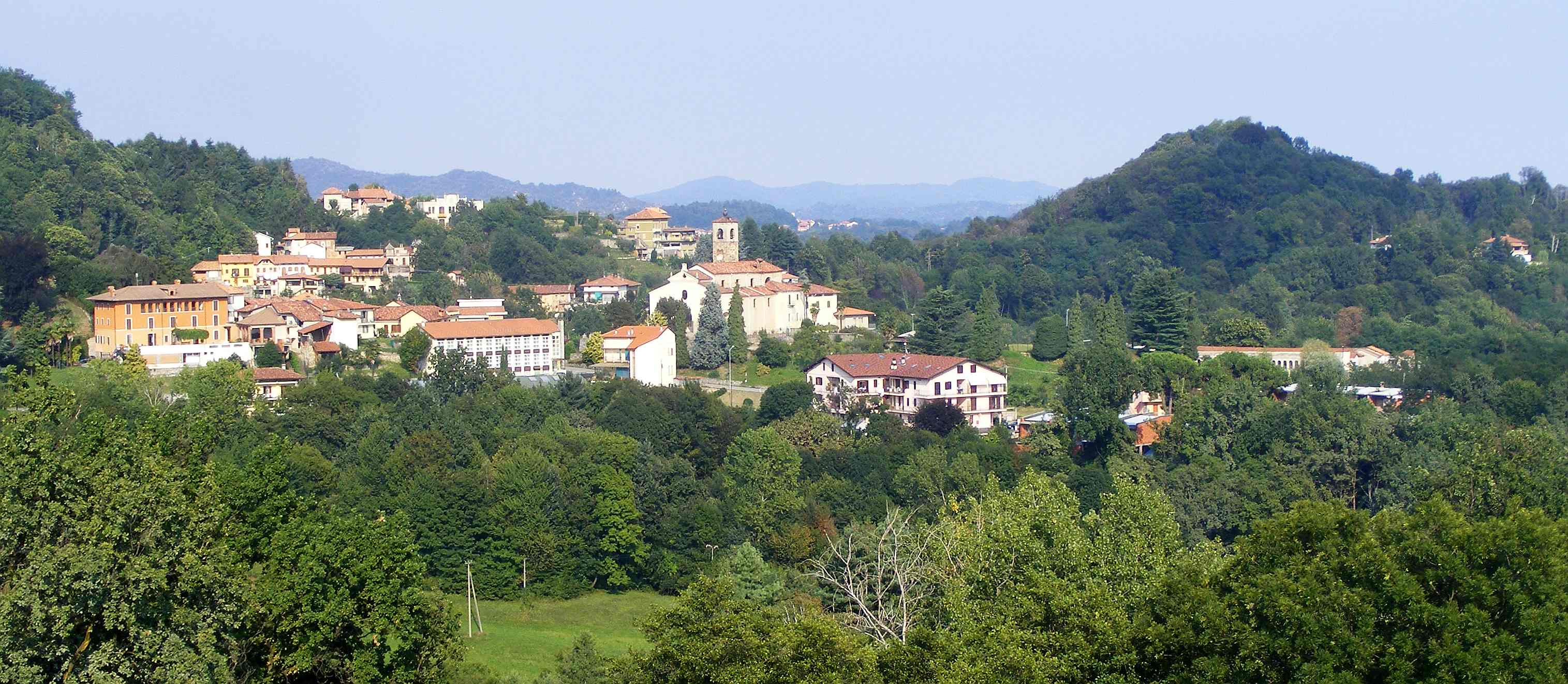
Panorama